# Mont-Saxonnex
Mont-Saxonnex és un municipi francès situat al departament de l'Alta Savoia i a la regió d'Alvèrnia-Roine-Alps. L'any 2007 tenia 1.483 habitants.

## Demografia

### Població
El 2007 la població de fet de Mont-Saxonnex era de 1.483 persones. Hi havia 607 famílies de les quals 189 eren unipersonals (129 homes vivint sols i 60 dones vivint soles), 157 parelles sense fills, 237 parelles amb fills i 24 famílies monoparentals amb fills.
La població ha evolucionat segons el següent gràfic:
Habitants censats

### Habitatges
El 2007 hi havia 1.247 habitatges, 622 eren l'habitatge principal de la família, 533 eren segones residències i 92 estaven desocupats. 648 eren cases i 589 eren apartaments. Dels 622 habitatges principals, 423 estaven ocupats pels seus propietaris, 166 estaven llogats i ocupats pels llogaters i 33 estaven cedits a títol gratuït; 42 tenien una cambra, 100 en tenien dues, 139 en tenien tres, 147 en tenien quatre i 194 en tenien cinc o més. 487 habitatges disposaven pel capbaix d'una plaça de pàrquing. A 265 habitatges hi havia un automòbil i a 322 n'hi havia dos o més.

### Piràmide de població
La piràmide de població per edats i sexe el 2009 era:
| Homes | Edats   | Dones |
| ----- | ------- | ----- |
| 0     | 95 o +  | 0     |
| 0     | 90 a 94 | 4     |
| 4     | 85 a 89 | 8     |
| 0     | 80 a 84 | 4     |
| 20    | 75 a 79 | 16    |
| 20    | 70 a 74 | 12    |
| 16    | 65 a 69 | 12    |
| 16    | 60 a 64 | 16    |
| 36    | 55 a 59 | 24    |
| 44    | 50 a 54 | 28    |
| 72    | 45 a 49 | 44    |
| 52    | 40 a 44 | 60    |
| 52    | 35 a 39 | 60    |
| 52    | 30 a 34 | 32    |
| 44    | 25 a 29 | 48    |
| 40    | 20 a 24 | 32    |
| 60    | 15 a 19 | 28    |
| 48    | 10 a 14 | 56    |
| 40    | 5 a 9   | 44    |
| 16    | 0 a 4   | 52    |

## Economia
El 2007 la població en edat de treballar era de 1.050 persones, 877 eren actives i 173 eren inactives. De les 877 persones actives 832 estaven ocupades (467 homes i 365 dones) i 44 estaven aturades (19 homes i 25 dones). De les 173 persones inactives 60 estaven jubilades, 64 estaven estudiant i 49 estaven classificades com a «altres inactius».

### Ingressos
El 2009 a Mont-Saxonnex hi havia 686 unitats fiscals que integraven 1.660,5 persones, la mediana anual d'ingressos fiscals per persona era de 22.092 €.

### Activitats econòmiques
Dels 61 establiments que hi havia el 2007, 2 eren d'empreses alimentàries, 9 d'empreses de fabricació d'altres productes industrials, 11 d'empreses de construcció, 7 d'empreses de comerç i reparació d'automòbils, 2 d'empreses de transport, 10 d'empreses d'hostatgeria i restauració, 1 d'una empresa d'informació i comunicació, 2 d'empreses financeres, 3 d'empreses immobiliàries, 3 d'empreses de serveis, 10 d'entitats de l'administració pública i 1 d'una empresa classificada com a «altres activitats de serveis».
Dels 18 establiments de servei als particulars que hi havia el 2009, 1 era una oficina de correu, 2 tallers de reparació d'automòbils i de material agrícola, 1 paleta, 2 guixaires pintors, 4 fusteries, 1 lampisteria, 2 electricistes, 1 perruqueria, 2 restaurants i 2 agències immobiliàries.
Dels 4 establiments comercials que hi havia el 2009, 1 era una botiga de més de 120 m², 1 una botiga de menys de 120 m² i 2 carnisseries.
L'any 2000 a Mont-Saxonnex hi havia 21 explotacions agrícoles.

## Equipaments sanitaris i escolars
El 2009 hi havia una escola elemental.

## Poblacions més properes
El següent diagrama mostra les poblacions més properes.